# 大津市立南郷中学校
大津市立南郷中学校（おおつしりつなんごうちゅうがっこう）は、滋賀県大津市の公立中学校。

## 概要
1987年（昭和62年）4月に大津市立南郷中学校（現・大津市立石山中学校）の生徒数増加に伴い分離して開校された。校章は瀬田川洗堰とペンを図案化したものが用いられている。

## 沿革
- 1987年4月 - 開校

## 交通
- 京阪バス 52・53・54番系統　南郷中学校バス停下車。

## 学校周辺
- 石山寺
- 岩間寺
- 瀬田川洗堰
- 南郷水産センター
- 滋賀大学教育学部
- 安養寺

## 出身者
- 倉貫一毅 - サッカー選手
- 越直美 - 弁護士・政治家・大津市長
- 藪本雅子 - フリーアナウンサー、記者、元日本テレビアナウンサー・報道局記者、元DORAメンバー